# Venezolanische Davis-Cup-Mannschaft
Die venezolanische Davis-Cup-Mannschaft ist die Herren-Tennisnationalmannschaft Venezuelas.

## Geschichte
Seit 1957 nimmt Venezuela am Davis Cup teil und war bislang zweimal in den Play-offs um den Aufstieg in die Weltgruppe. Sowohl 1995 als auch 2002 war die Mannschaft jedoch unterlegen. Jorge Andrew stellte 1982 in der Begegnung gegen Kanada einen bis heute gültigen Rekord auf: In der Partie gegen Harry Fritz wurden mit 100 die meisten Spiele während eines Einzelmatches gespielt. Mit 16:14, 11:9, 9:11, 4:6, 11:9 behielt Andrew am Ende die Oberhand. Erfolgreichster Spieler ist Nicolás Pereira mit insgesamt 32 Siegen. Jimy Szymanski ist mit 28 Teilnahmen Rekordspieler.